# Afghánská kuchyně

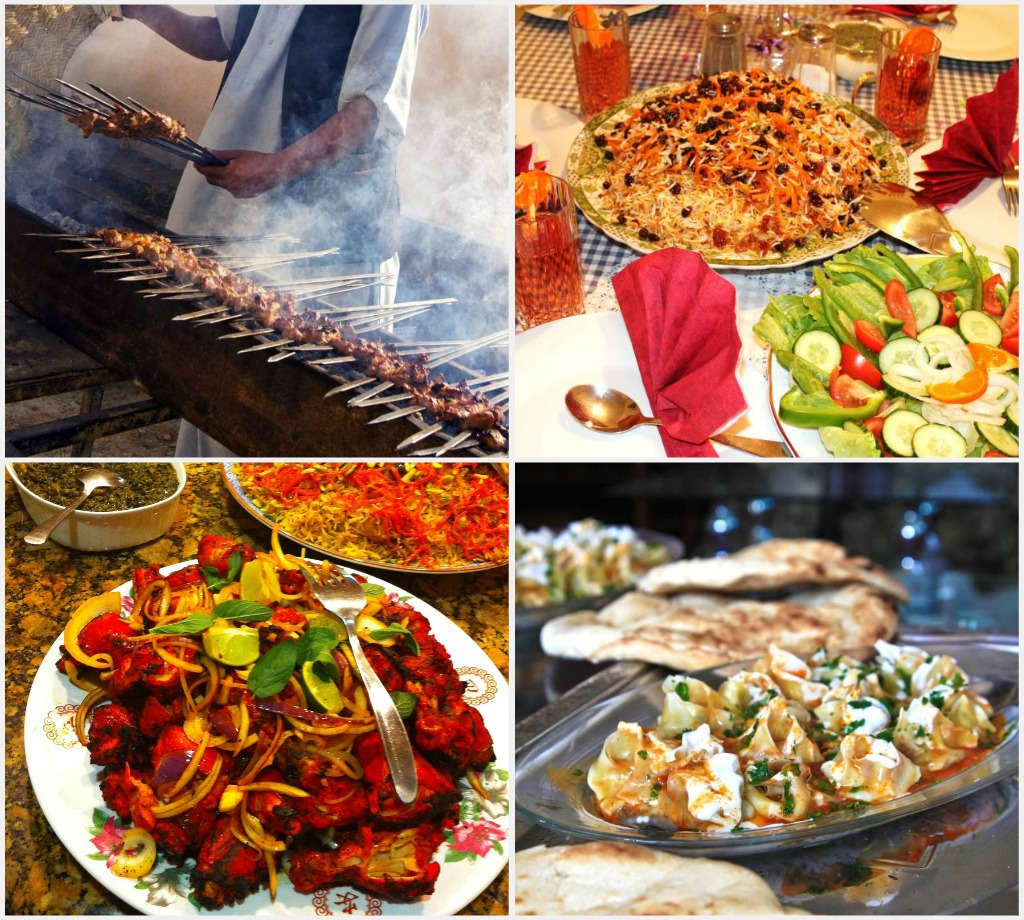
Afghánská kuchyně: kebaby, pulao a mantu

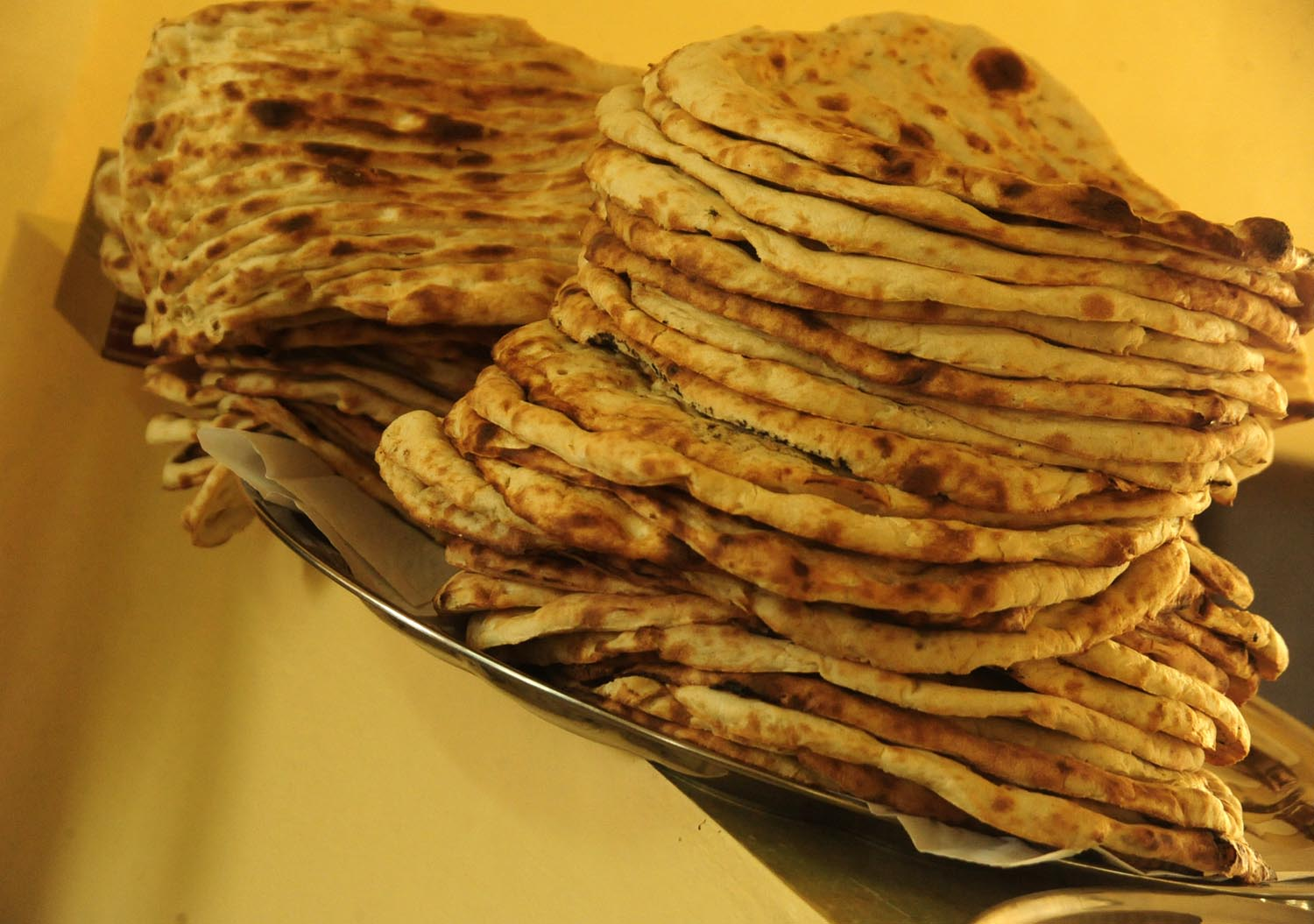
Afghánský naan

Afghánská kuchyně (paštunsky د افغانستان خواړه‎, darí آشپزی افغانستان) byla ovlivněna především indickou kuchyní, ale i středoasijskými kuchyněmi. V každém regionu se ale liší. Mezi nejpoužívanější suroviny v afghánské kuchyni patří rýže, pšenice, ječmen, kukuřice nebo mléko a mléčné výrobky. Afghánistán je také znám produkcí ovoce, především vína, melounů nebo granátových jablek. Konzumace alkoholických nápojů je v Afghánistánu zakázána.

## Příklady afghánských pokrmů a nápojů
Příklady afghánských pokrmů a nápojů:
- Pulao (pilaf), pokrm z rýže se zeleninou a rozinkami a někdy i s masem, může se podávat i jako příloha. Kábulské pulao se skopovým je nejpopulárnější verzí pulaa v Afghánistánu a často bývá považováno za afghánské národní jídlo.
- Naan, indický chléb
- Kebab, opečené maso
- Mantu, plněné knedlíčky
- Korma, maso vařené v jogurtu a vývaru
- Kofta, masové koule
- Šorma, zeleninová polévka
- Čaj
- Dugh, jogurtový nápoj
- Ovocné šťávy